# 盨

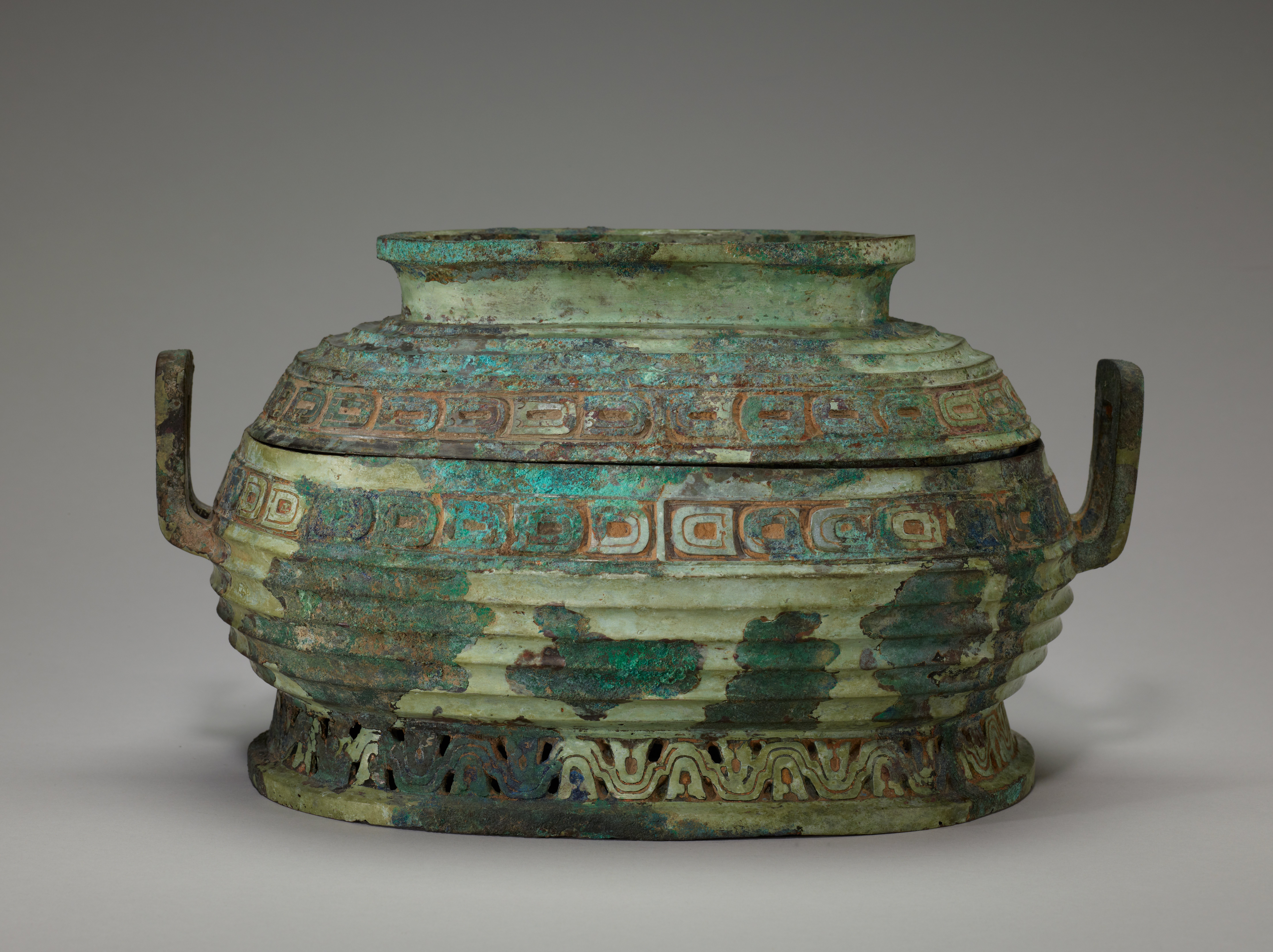
白鲜盨，出土于陕西岐山，明尼阿波利斯美术馆藏

盨是中国周代的青铜食器兼礼器，用来盛放谷物饭食，在西周晚期短暂流行。盨通体作圆角长方形，有盖，有两耳。

## 形制
盨的器形特点是：通体作圆角长方形；有盖，盖上有四个矩尺形或环形的钮，或有圈足形捉手，盖可以倒置；有圈足或四足。一般根据耳的造型，将盨分为两类，一类为附耳，一类为作兽首状的半环形耳。:39:136-138:102,103

## 名称
宋朝，吕大临在金石学著作《考古图》中，将铭文上的金文字误认为“敦”，“盨”字误认为“簋”，因而错误地称青铜簋为“敦”，称青铜盨为“簋”。清人钱玷指出是“簋”的异体字，为簋正名，但簋、盨仍不分。1927年，容庚在《商周礼乐器考略》中区分了青铜盨和青铜簋，将盨独立为一类，并根据器物铭文为其命名。:135
先秦典籍中并没有记载名为“盨”的青铜器。这类器物在铭文中自称为“盨”，具体写法多样，除写作“须”或“盨”外，还有添加金字旁、木字旁、米字旁等写法。还有的自称为“簋”或“盨簋”。:135

## 功用
青铜盨不见载于先秦典籍。部分盨在铭文中自名为“簋”或“盨簋”，金文“盨”字有从“米”的写法，一些墓葬中盨取代簋与鼎相配，所以盨的功能应与簋相似，是用来盛放谷物饭食的盛食器。
在礼器组合中，盨可以取代簋，跟鼎相配，也可以与簋同出，在鼎、簋组合的基础上，提升食器的整体档次，彰显物主身份。

## 历史
盨最早出现于西周中期，是周人重食（而不重酒）文化的产物。西周晚期是青铜盨的兴盛期，数量众多，型式丰富。进入春秋时期后，盨急剧衰落，销声匿迹。
关于盨的来源，学者有不同看法，一些认为发源于簋:39，一些认为发源于方鼎。:96
盨主要流行于岐周、宗周、成周三都王畿地区，以及周边的晋、应等诸侯国的统治中心地区，且只在地位较高的贵族中使用。